# Europese kampioenschappen karate (JKA)
De Europese kampioenschappen karate zijn door de Japan Karate Association (JKA) georganiseerde kampioenschappen voor karateka's.

## Edities
| Editie | Jaar | Locatie                         |
| ------ | ---- | ------------------------------- |
| 1      | 1996 | Gent (België)                   |
| 2      | 1997 | Bochum (Duitsland)              |
| 3      | 1998 | Boulogne-sur-Mer (Frankrijk)    |
| 4      | 1999 | Praag (Tsjechië)                |
| 5      | 2000 | Geleen (Nederland)              |
| 6      | 2001 | Tampere (Finland)               |
| 7      | 2002 | Malmö (Zweden)                  |
| 8      | 2003 | Boedapest (Hongarije)           |
| 9      | 2004 | Belgrado (Servië en Montenegro) |
| 10     | 2005 | Bergen (Noorwegen)              |
| 11     | 2006 | Konstanz (Duitsland)            |
| 12     | 2007 | Šiauliai (Litouwen)             |
| 13     | 2008 | Belgrado (Servië)               |
| 14     | 2009 | Maastricht (Nederland)          |
| 15     | 2010 | Bochum (Duitsland)              |
| 16     | 2011 | Crawley (Verenigd Koninkrijk)   |
| 17     | 2012 | Praag (Tsjechië)                |
| 18     | 2013 | Konstanz (Duitsland)            |
| 19     | 2014 | Kortrijk (België)               |
| 20     | 2015 | Praag (Tsjechië)                |
| 21     | 2016 | Dublin (Ierland)                |
| 22     | 2017 | Sittard (Nederland)             |
| 23     | 2018 | Sursee (Zwitserland)            |
| 24     | 2019 | Stavanger (Noorwegen)           |
| 25     | 2020 | Sursee (Zwitserland)            |
| 26     | 2024 | Gent (België)                   |
| 27     | 2025 | Praag (Tsjechië)                |